# De Rijp

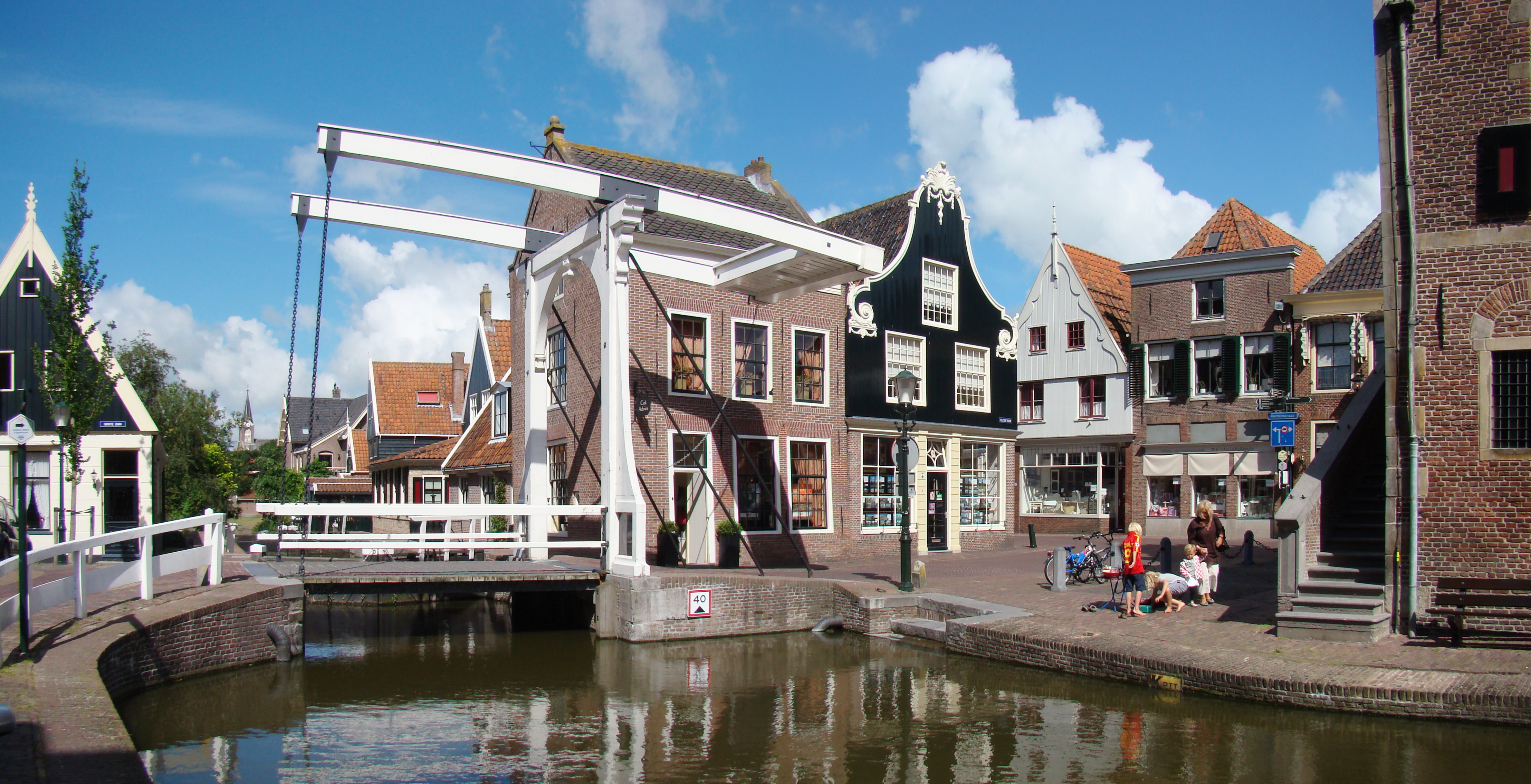
Veduta panoramica del villaggio di De Rijp

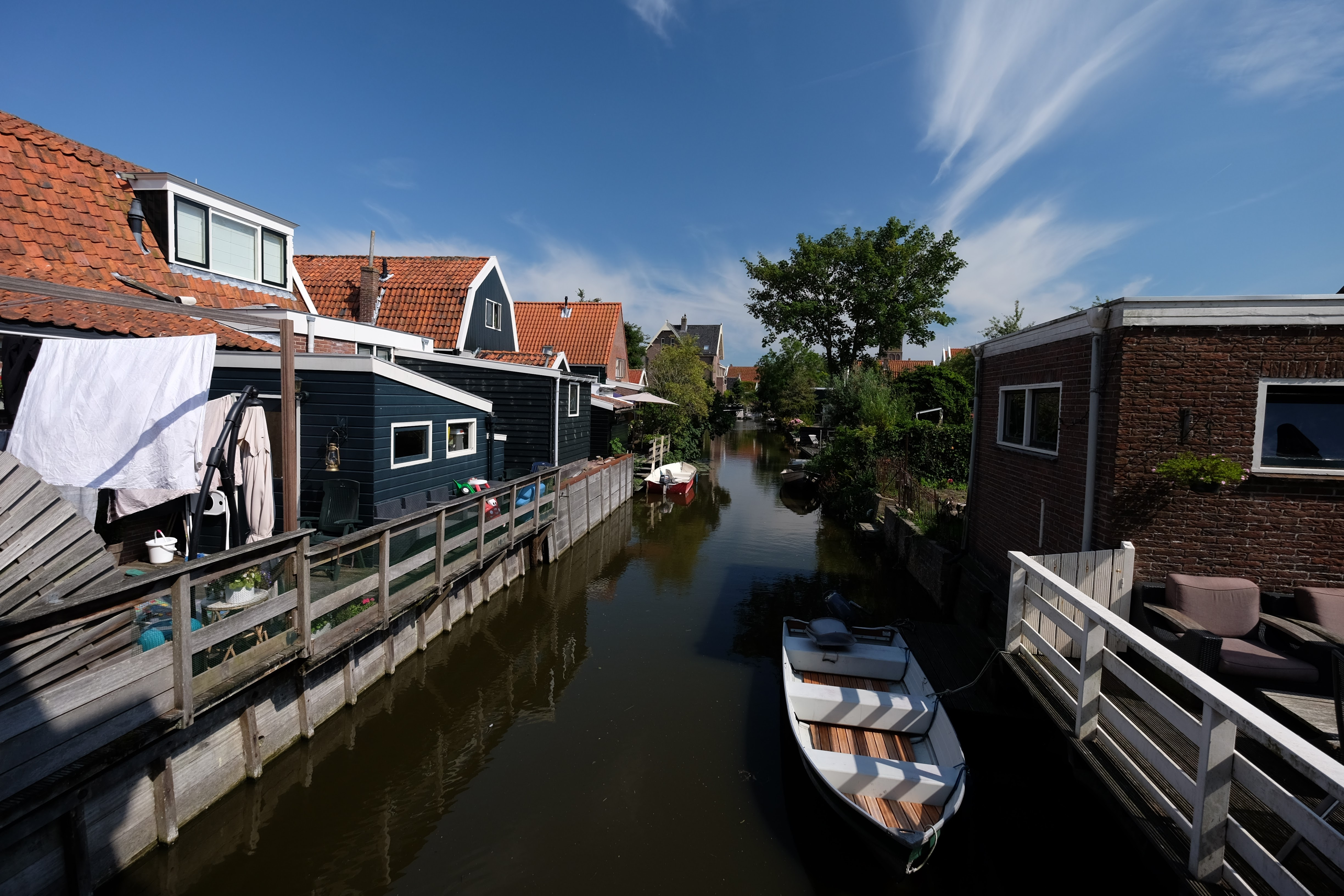
Edifici lungo il canale a De Rijp

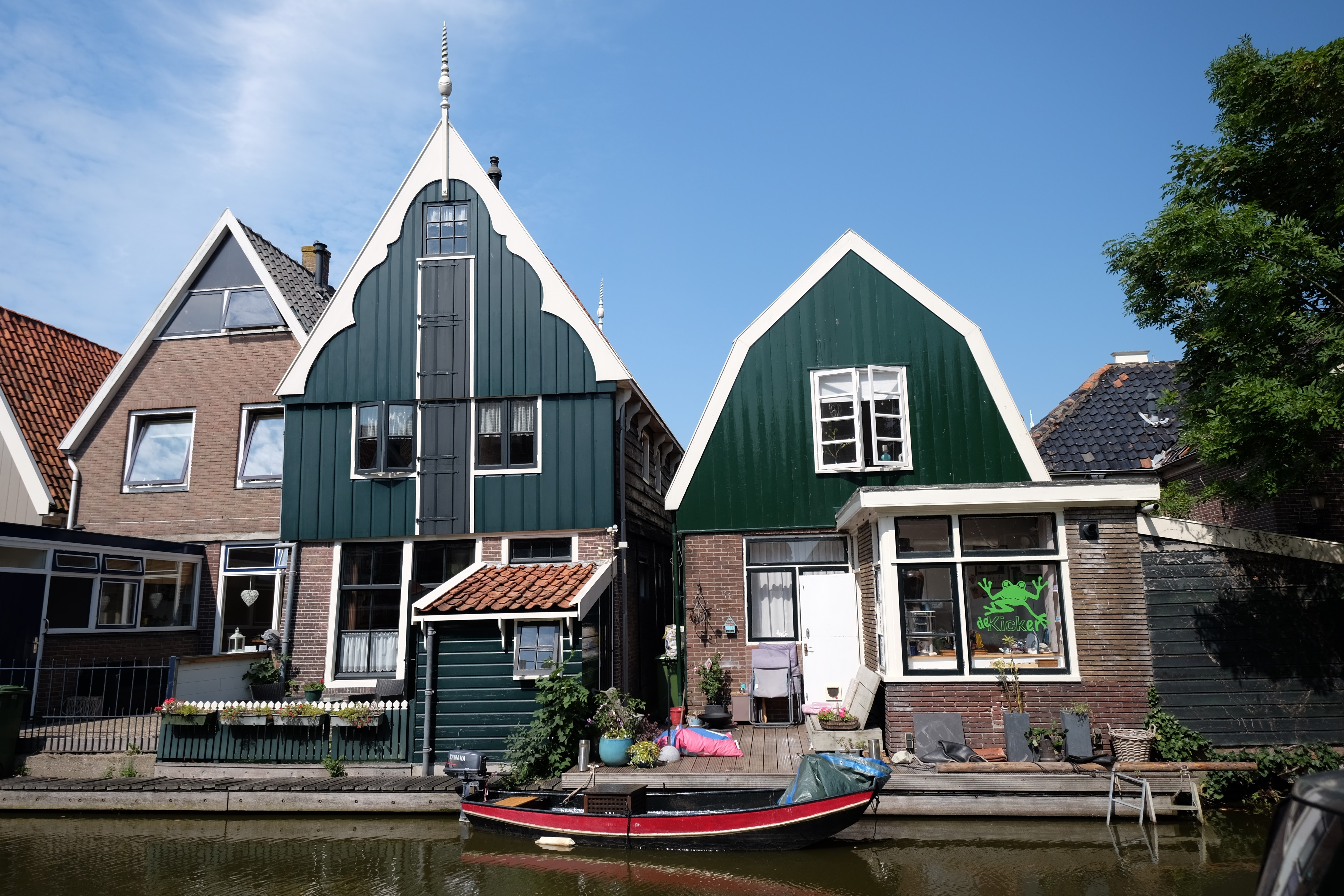
De Rijp: edifici storici lungo la Rechterstraat

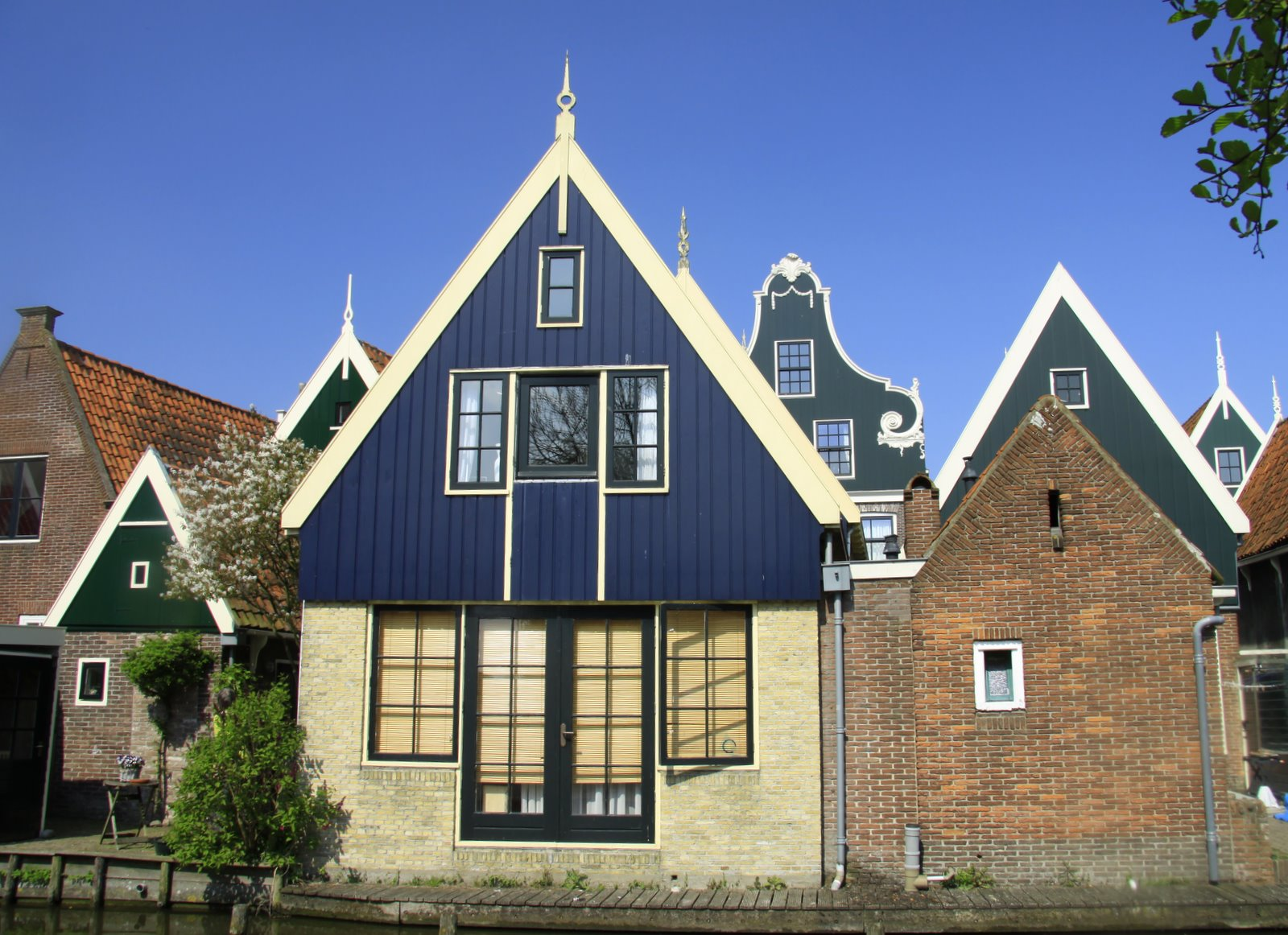
Altri edifici storici di De Rijp

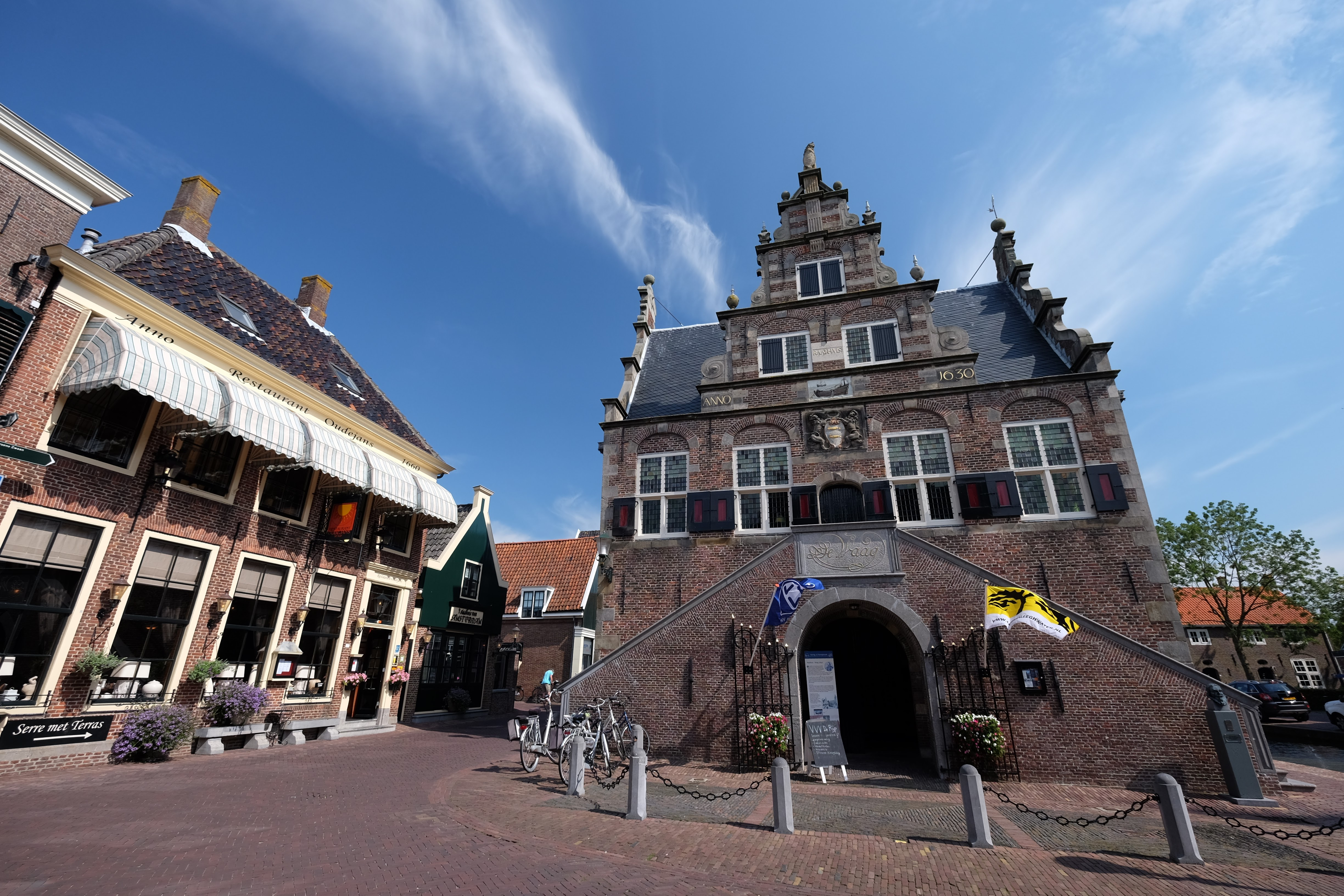
Il municipio di De Rijp

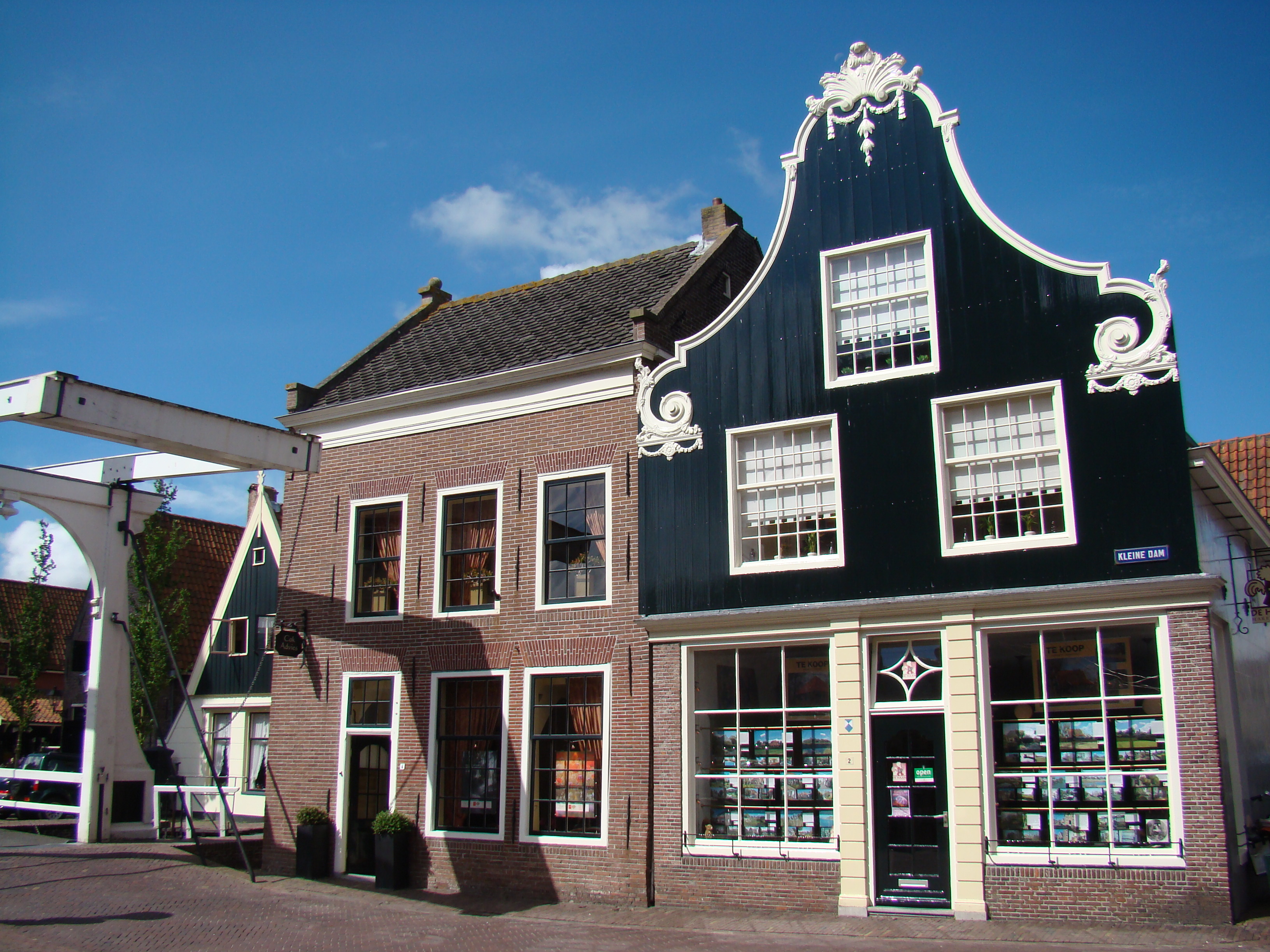
De Rijp: edificio in legno sulla Kleine Dam

De Rijp  è un villaggio (dorp) di circa 4 000 abitanti del nord-ovest dei Paesi Bassi, facente parte della provincia dell'Olanda Settentrionale (Noord-Holland) e situato nella regione di Kennemerland. Dal punto di vista amministrativo, si tratta di un ex-comune, nel 1970 inglobato nella nuova municipalità di Graft-De Rijp (di cui era il capoluogo), comune a sua volta accorpato nel 2015 alla municipalità di Alkmaar.

## Geografia fisica
De Rijp si trova tra le città di Alkmaar e Purmerend (rispettivamente a sud-est della prima e a nord-ovest della seconda), a est dell'Alkmaardermeer e a pochi chilometri a ovest di Middenbeemster.
Il villaggio di De Rijp occupa un'area di 3,88 km², di cui 0,56 km² sono costituiti da acqua.

## Origini del nome
Il toponimo De Rijp, attestato anticamente come  Ripe (1346), Rijp (1573) e Ryp (1639), presenta il termine rijp, che significa "riva", "sponda".

## Storia

### Dalle origini ai giorni nostri
Il villaggio di De Rijp si trovava in origine in un'isola nota come Schermereiland. Il villaggio venne menzionato per la prima volta nel 1330 in un documento in cui si parlava della cessione di un territorio da parte del prete della chiesa di Graft Nicolaas.
In seguito, nel corso della seconda metà del XIV secolo, venne costruita una diga in loco
Nella notte tra il 6 e il 7 gennaio 1654, si scatenò a De Rijp un violento incendio, che causò la distruzione di molti edifici in legno.
A partire poi dalla fine del XVI secolo, in seguito alla battaglia dello Zuiderzee (1573), che garantì l'accesso allo Zuiderzee, De Rijp vantava la seconda flotta per le pesca delle aringhe dopo Enkhuizen.
Nel 1969 il centro storico di De Rijp venne dichiarato "villaggio protetto".

### Simboli
Nello stemma di De Rijp sono raffigurate due aringhe dorate e coronate su sfondo blu. Lo stemma. che fa riferimento all'importanza della pesca delle aringhe nell'economia del villaggio, è attestato dal XVII secolo ed è menzionato nello Haarlemmerlerboek, stampato nel 1724.

## Monumenti e luoghi d'interesse
De Rijp vanta 118 edifici classificati come rijksmonument e 133 edifici classificati come gemeentelijk monument.

### Architetture religiose

#### Grote Kerk
Tra i principali edifici religiosi di De Rijp, figura la Grote Kerk ("chiesa grande"), situata sulla Grote Dam e realizzata tra il 1529 e il 1538.

#### Chiesa di san Bonificio
Altro storico edificio religioso di De Rijp è la chiesa di san Bonifacio, situata lungo la Rechterstraate realizzata nel 1860 su progetto dell'architetto J. Offenberg.

### Architetture civili

#### Municipio di De Rijp
Altro edificio storico di De Rijp è il municipio, un edificio in stile rinascimentale olandese, realizzato nel 1630 su progetto dell'architetto Jan Adriaanzn Leeghwater.

## Cultura

### Musei

#### Museum in 't Houten Huis
A De Rijp è ubicato il Museum in 't Houten Huis ("museo nella casa di legno"), in cui sono esposte cartine marinare, modellini di navi, ecc.

## Società

### Evoluzione demografica
Al censimento del 2022, De Rijp contava una popolazione pari a 4 255 unità.
La popolazione al di sotto dei 16 anni era pari a 635 unità, mentre la popolazione dai 65 anni in su era pari a 965 unità.
La località ha conosciuto un progressivo incremento demografico a partire dal 2019, quando contava 3 985 abitanti.